# Theódoros Zagorákis
Pour les articles homonymes, voir Théodôros.
Theódoros Zagorákis (en grec moderne : Θεόδωρος Ζαγοράκης), parfois prénommé Thódoros (Θόδωρος) ou Thodorís (Θοδωρής), né le 27 octobre 1971 à Lydia (nome de Kavala), est un footballeur et homme politique grec.
Ce milieu défensif est le capitaine de l'équipe de Grèce lors de sa victoire surprise du Championnat d'Europe des nations 2004. Il est l'un des joueurs les plus capés de l'histoire en équipe de Grèce avec 120 sélections.

## Carrière

### Joueur de football
Zagorákis commence sa carrière professionnelle en 1988-1989 comme milieu de terrain défensif au Kavala FC, un club de Beta Ethniki (le 2e échelon du football grec). Le club est relégué en Gamma Ethniki en 1989, puis remonte. Zagorákis s'y fait progressivement remarquer et se  trouve recruté en décembre 1992 par le PAOK Salonique, un club important de première division. Il y poursuit sa progression, fait ses débuts en équipe nationale fin 1994 et devient capitaine de l'équipe à partir de 1995 ou 1996. Le PAOK atteint la 3e place en 1994-1995 mais ne parvient pas à se mêler à la lutte pour le titre.
En décembre 1997, il est transféré en Angleterre, à Leicester City. Il participe en Angleterre à deux finales de la Coupe de la Ligue consécutives, perdue face à Tottenham Hotspur en 1999 (où il entre en jeu en fin de match) puis gagnée face à Tranmere Rovers en 2000 (il reste ce soir-là remplaçant). Il n'est pas utilisé comme titulaire par Martin O'Neill et décide à l'été 2000 de revenir en Grèce.
Il signe à l'AEK Athènes où il rejoint ses camarades de sélection Michalis Kapsis, Vassilis Lakis, Demis Nikolaidis ou encore Vassilios Tsiartas. Il y remporte la Coupe de Grèce en 2002 face aux grands rivaux de Olympiakos (2-1), mais échoue à la 2e place du championnat, à la différence de buts, au bénéfice de ces derniers. En 2002-2003, l'AEK joue la Ligue des champions dont il est éliminé en phase de poule après six nuls en autant de matchs (face au Real Madrid et l'AS Rome, notamment). Il se trouve en fin de contrat en 2004, l'AEK se trouvant en détresse financière.
Après l'Euro 2004, dont il est élu meilleur joueur, Zagorákis est recruté par le Bologne FC, en Italie. Il signe un contrat de deux ans, pour 1,5 million d'euros par an, mais ne reste qu'une saison en raison de la relégation du club en Serie B, après un barrage perdu face au Parme FC.
Libéré de son contrat, Zagorákis revient en Grèce et finit sa carrière sous les couleurs du PAOK Salonique, où il est resté très populaire auprès des supporters. Ces deux dernières saisons sont cependant compliquées pour le club, qui connaît de graves soucis financiers. À l'issue d'un match face à la Moldavie, le 2 septembre 2006, il déclare quitter la sélection. À la fin de la saison 2006-2007, il annonce qu'il met fin à sa carrière de footballeur. Son match d'adieu au public grec a lieu le 22 août 2007 avec la sélection lors d'un match amical face à l'Espagne.

### Dirigeant de football
Quelques semaines après sa retraite sportive, Theódoros Zagorákis devient président du PAOK Salonique afin de sortir le club d'une grosse crise financière. Il démissionne en octobre 2009 après des incidents avec les supporters, et se trouve remplacé par son ami et ancien coéquipier Zísis Vrýzas. En janvier 2010, il retrouve son poste tandis que Vrýzas devient vice-président.
Zagorákis démissionne une nouvelle fois en janvier 2012, sous la pression des supporteurs mécontents de la vente du Portugais Vieirinha, considéré comme le meilleur joueur de l'équipe. Pendant l'été le club est racheté par l'homme d'affaires russe Ivan Savvidis (en).
Le 27 mars 2021, Theodoros Zagorakis, a été élu président de la Fédération hellénique de football, pour un mandat de quatre années. Il démissionne le 8 août 2021.

### Politique
Le 25 mai 2014, Theódoros Zagorákis est élu député européen pour le parti Nouvelle Démocratie. Le 27 janvier 2020, à la suite des événements touchant le football grec et à un désaccord avec le secrétaire d'Etat aux Sports, Lefteris Avgenakis, il décide de quitter Nouvelle Démocratie et rejoint le groupe des Non-inscrits au Parlement européen.

## Palmarès
- Vainqueur du Championnat d'Europe 2004
  - Élu meilleur joueur de l'Euro 2004
  - Élu 5ème au Ballon d'or 2004
- Vainqueur de la Coupe de Grèce en 2002

## Statistiques
Il est le deuxième joueur le plus capé de l'histoire en équipe de Grèce avec 120 sélections (pour 3 buts).